# ریچارد ترلکلد کوکس
 ریچارد ترلکلد کوکس (انگلیسی: Richard Threlkeld Cox؛ زاده ۱۸۹۸ درگذشته ۲ مهٔ ۱۹۹۱) یک فیزیک‌دان اهل ایالات متحده آمریکا بود.